# Актин

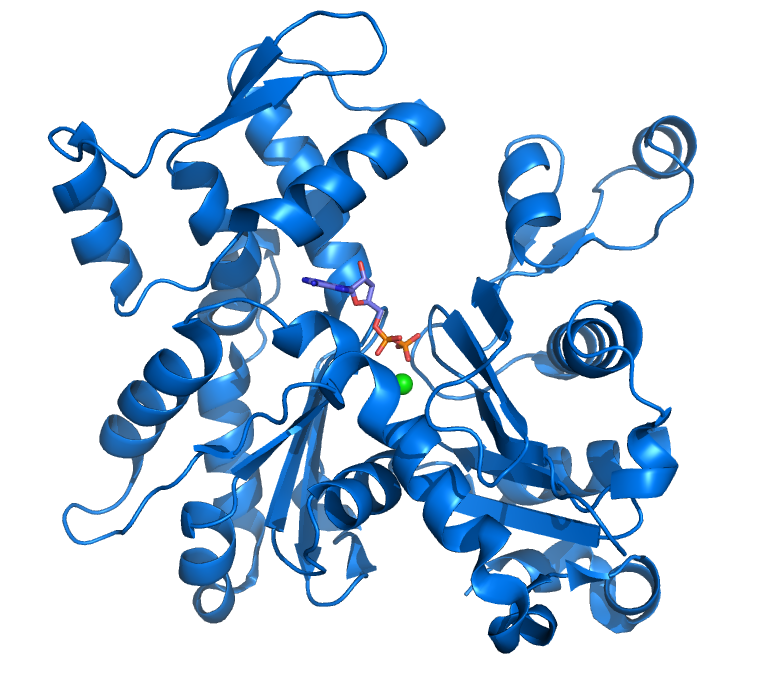
G-актин (PDB код: 1j6z). АДФ та дівалентний катіон виділені.

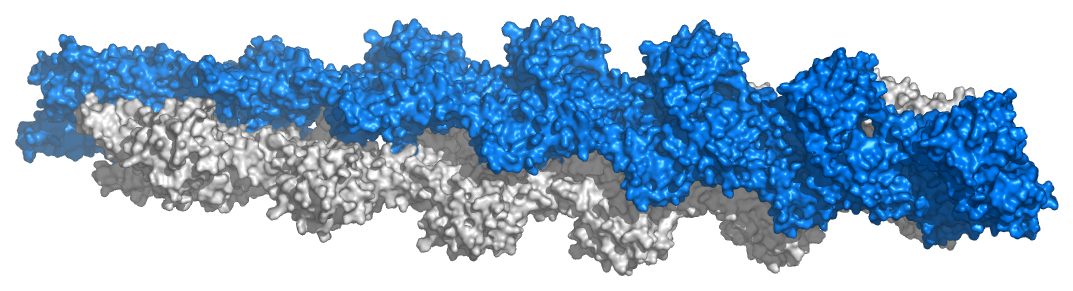
F-актин. Поверхнева репрезентація повторюваного фрагменту із 13 субодиниць (модель Кена Голмса)

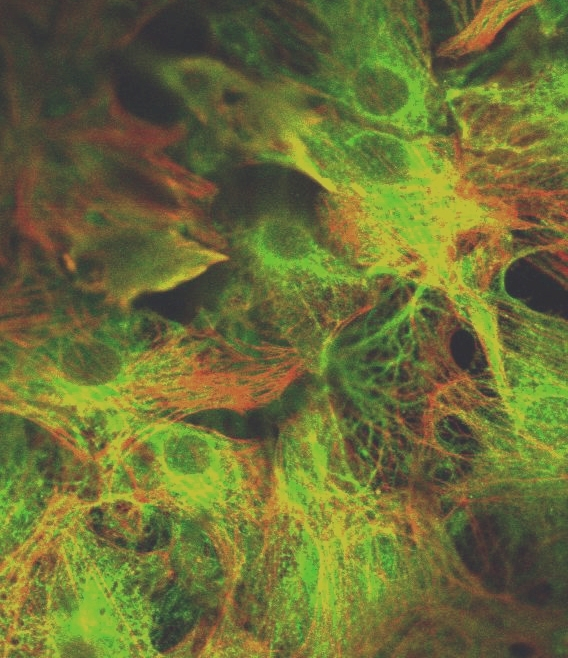
Імунофлуоресцентне зображення розподілу віментину (зелений) та альфа-актину (червоний) у культивованих (міо-) фібробластах серця щура.

Акти́н — родина білків, що утворюють цитоскелет клітини. Деякі типи актину присутні у м'язовій тканині, де разом з іншим білком — міозином — утворюють актоміозин — основну складову частину скоротливих ниток м'язових волокон.

## Характеристика
Актин — глобулярний структурний білок. Молекулярна маса 42000 Да. Існує дві форми: глобулярна і фібрилярна, що утворюється при полімеризації глобулярного актину в присутності АТФ і іонів Магнію. На кожній молекулі актину є ділянки, комплементарні певним ділянкам на головках молекул міозину і здатні взаємодіяти з ними з утворенням актоміозина — основного скорочувального білка м'язів. В 1см³ м'яза міститься близько 0,04г актину. Система актин-міозин є загальною для скорочувальних структур як хребетних, так і безхребетних тварин. В циозолі актин в основному зв'язаний з АТФ, але також може зв'язуватися з АДФ. Комплекс АТФ-актина полімеризується швидше і роз'єднується повільніше, ніж комплекс актин-АДФ. Актин — один з найрясніших протеїнів в багатьох еукаріотичних клітинах, з концентраціями понад 100 мкМ. Це також один з найкраще збережених білків, відрізняючись не більше ніж на 5 % між такими організиами, як, водорості і людина.

## Функція
Мікрофіламенти — нитки білка актина нем'язової природи в цитоплазмі еукаріотичних клітин. Діаметр 4-7 нм. Під плазматичною мембраною мікрофіламенти утворюють сплетіння, в цитоплазмі клітини формують пучки з паралельно орієнтованих ниток або тривимірний гель, формуючи цитоскелет. До їх складу входять, окрім актину, інші скоротливі білки міозин, тропоміозин, актинін, що відрізняються від відповідних м'язових білків, а також специфічні білки (вінкулін, фрагмін, філамін, вілін тощо). Мікрофіламенти знаходяться у динамічній рівновазі з мономерами актину. Мікрофіламенти є скоротливими елементами цитоскелету та безпосередньо беруть участь у зміні форми клітини при розплощуванні, прикріпленні до субстрату, амебоїдному русі, ендомітозі, циклозі (для рослинних клітин), формуванні кільця цитотомії у тваринних клітинах, підтриманні мікроворсинок у клітинах кишківника безхребетних. До мікрофіламентів опосередковано прикріплюються деякі мембранні білки-рецептори.